# 斯維納河
斯維納河（烏克蘭語：Свина），是烏克蘭的河流，位於該國西南部敖德薩州，發源自胡里夫斯凯，流經羅茲迪利納區，河道全長41公里。